# جی هو (فیلم)
جی هو (به انگلیسی: Jai Ho) فیلمی محصول سال ۲۰۱۴ و به کارگردانی سهیل خان است. در این فیلم بازیگرانی همچون سلمان خان، تابو، دیزی شاه، آدیتای پانچولی، دنی دنزونگپا، نادیرا بابار، سونیل شتی، جنلیا دی‌سوزا، ویکاس بهالا، موهنیش باهل، سنا خان، موکول دو، شاراد کاپور، آشمیت پاتل، ماهش تاکور، ماهش مانجرکار، تولیپ جوشی، وارون بادولا، برونا عبدالله، سارا آرجون ایفای نقش کرده‌اند.

## خلاصه داستان
دختر معلولی به نام سومان چون به خاطر نداشتن دست نمی‌تواند در امتحان بنویسد از برادرش می‌خواهد تا به عنوان منشی در امتحان برای او جواب سوالات را بنویسد اما برادرش در ترافیک گرفتار می‌شود و عامل این ترافیک محافظت از دختر وزیر می‌باشد به همین خاطر برادر به خواهرش نمی‌رسد و سومان از هرکس کمک می‌خواهد حاضر به کمک نمی‌شود سومان که نتوانسته در امتحان شرکت کند خودکشی می‌کند.
یک نظامی سابق به نام جی اگنیهوتری(سلمان خان) این صحنه را می‌بیند و تصمیم به مبارزه با وزیر که سینگ نام دارد می‌گیرد او تصمیم می‌گیرد تا زنجیره خوبی‌ها را درست کند به این ترتیب که هر نفر به سه نفر کمک کند و او هم در مقابل و برای تشکر به سه نفر دیگر کمک کند دیری نمی‌گذرد که این حرکت فراگیر می‌شود و منجر به تقابل وزیر دشرات سینگ با جی می‌شود و…